# Łacinka

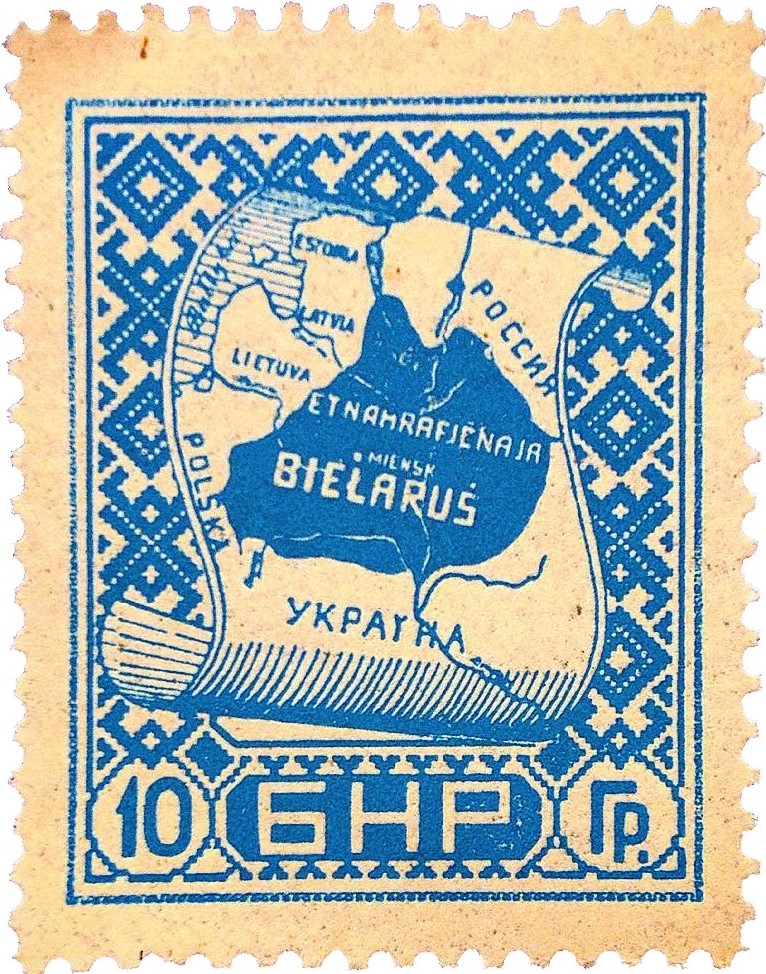
Briefmarke der Volksrepublik Belarus mit den Begriffen Biełaruś und Miensk in Łacinka (1918).

Łacinka, das belarussische lateinische Alphabet, wird seit dem 17. Jahrhundert neben dem kyrillischen Alphabet für das Belarussische verwendet und war zeitweise auch als offizielles Alphabet gebräuchlich.

## Vergleich
Die Łacinka basiert auf ähnlichen Prinzipien wie das polnische (Ł, Ń, Ź, Ś, Ć, Ch) und das tschechische Alphabet (Ž, Š, Č, V):
| Kyrillisch | Łacinka | Bemerkung                     |
| ---------- | ------- | ----------------------------- |
| А а        | A a     |                               |
| Б б        | B b     |                               |
| В в        | V v     |                               |
| Г г        | H h     |                               |
| Ґ ґ        | G g     |                               |
| Д д        | D d     |                               |
| Е е        | Je je   |                               |
| Е е        | ie      | nach Konsonant                |
| Е е        | e       | nach л                        |
| Ё ё        | Jo jo   |                               |
| Ё ё        | io      | nach Konsonant                |
| Ё ё        | o       | nach л                        |
| Ж ж        | Ž ž     |                               |
| З з        | Z z     |                               |
| З з        | Ź ź     | vor ь                         |
| І і        | I i     | alternativ ji nach Vokal      |
| Й й        | J j     |                               |
| К к        | K k     |                               |
| Л л        | L l     | weich, vor ь, я, е, і, ё, ю   |
| Л л        | Ł ł     | hart, in allen anderen Fällen |
| М м        | M m     |                               |
| Н н        | N n     |                               |
| Н н        | Ń ń     | vor ь                         |
| О о        | O o     |                               |

| Kyrillisch | Łacinka | Bemerkung       |
| ---------- | ------- | --------------- |
| П п        | P p     |                 |
| Р р        | R r     |                 |
| С с        | S s     |                 |
| С с        | Ś ś     | vor ь           |
| Т т        | T t     |                 |
| У у        | U u     |                 |
| Ў ў        | Ŭ ŭ     |                 |
| Ф ф        | F f     |                 |
| Х х        | Ch ch   |                 |
| Ц ц        | C c     |                 |
| Ц ц        | Ć ć     | vor ь           |
| Ч ч        | Č č     |                 |
| Ш ш        | Š š     |                 |
| Ы ы        | Y y     |                 |
| Ь ь        |         | Palatalisierung |
| Ь ь        | j       | vor Vokalen     |
| Э э        | E e     |                 |
| Ю ю        | Ju ju   |                 |
| Ю ю        | iu      | nach Konsonant  |
| Ю ю        | u       | nach л          |
| Я я        | Ja ja   |                 |
| Я я        | ia      | nach Konsonant  |
| Я я        | a       | nach л          |

## Geschichte
Die Verwendung der jeweiligen Schrift hing mit der Religionszugehörigkeit des belarussischen Volkes zusammen. Seit den Zeiten der Kiewer Rus war das belarussische Volk orthodox und benutzte das für das altostslawische typische kyrillische Alphabet, das auf die orthodoxen Slawenaposteln Kyrill und Method zurückgeht. Mit der Zwangsmissionierung der westbelarussischen Gebiete unter polnischer Herrschaft zum Katholizismus erschienen die ersten in Lateinschrift geschriebenen Dokumente der belarussischen Sprache (siehe auch Geschichte von Belarus). Die ersten Werke der modernen belarussischen Literatur und die ersten belarussischen Zeitschriften erschienen im 19. Jahrhundert auch in lateinischer Schrift. Viele Merkmale, die für die moderne belarussische kyrillische Orthografie typisch sind, erschienen erstmals in der Łacinka (konsequente phonetische Schreibung, der Buchstabe ŭ/ў u. a.).

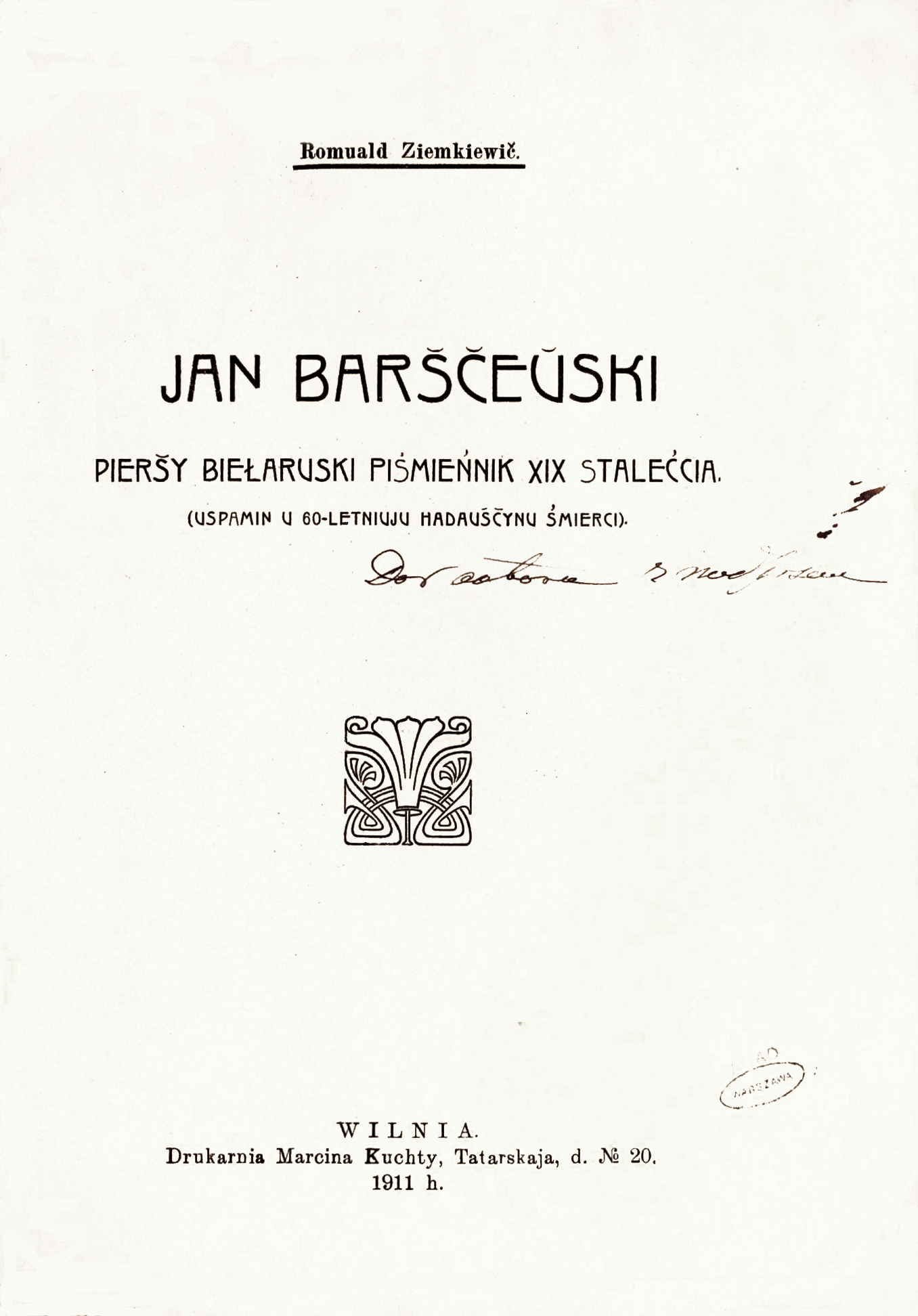
Buch von Jan Barščeŭski, Wilna 1911

Mit der Russifizierung und der damit verbundenen Ausbreitung des kyrillischen Alphabets stiegen belarussische Publizisten Anfang des 20. Jahrhunderts teilweise wieder zurück zum kyrillischen Alphabet um.
In den 1920er- und 1930er-Jahren wurde in belarussischen philologischen Kreisen heftig über einen möglichen Umstieg auf das lateinische Alphabet diskutiert. Die Diskussion wurde durch die kommunistischen Repressionen und die sowjetische Russifizierungspolitik beendet – der Gebrauch der Łacinka wurde in der Sowjetrepublik Belarus als konterrevolutionär bezeichnet und verboten. Das lateinische Alphabet blieb im damals polnischen Westbelarus (bis zur Zwangsvereinigung mit der Sowjetrepublik in der Folge des deutsch-sowjetischen Nichtangriffspaktes im Jahr 1939) in Gebrauch, ebenso unter Emigranten in den USA, Kanada oder Australien.

## Łacinka heute
Heute wird die Łacinka vor allem von aktiven Belarussischsprechern benutzt, insbesondere im Internet.
Ein der Łacinka sehr nahes offizielles System zur Transkription belarussischer Namen wurde am 23. November 2000 vom Staatlichen Komitee für Land, Geodäsie und Kartographie eingeführt und am 11. Juni 2007 erneuert. Der Hauptunterschied besteht in der Anwendung der Regel zur Wiedergabe der Weichheit von Konsonanten auf den Buchstaben Ll: Wie bei Nn – Ńń, Cc – Ćć wird auch ль durch Ĺĺ wiedergegeben. Vor Vokalen wird dieser Laut durch die Zweibuchstabenkombination Li wiedergegeben (wie bei ni, ci usw.). Der Buchstabe Łł fehlt im offiziellen System und ist durch ein einfaches Ll ersetzt.
Zurück ins öffentliche Bewusstsein rückte dieses offizielle System jedoch erst 2012 mit neuen Wegweisern und Schildern für die Minsker Metro.

## Beispiel
Mahutny Boža, eine religiöse Hymne von Belarus (Text: Natalla Arseńnieva, Musik: Mikola Ravenski)
| Kyrilliza: Магутны Божа Магутны Божа! Ўладар сусьветаў, Вялікіх сонцаў і сэрц малых! Над Беларусяй, ціхай і ветлай, Рассып праменьні свае хвалы. Дай спор у працы штодзённай, шэрай, На лусту хлеба, на родны край, Павагу, сілу і веліч веры У нашу праўду, у прышласьць – дай ! Дай урадлівасьць жытнёвым нівам, Учынкам нашым пашлі ўмалот! Зрабі магутнай, зрабі шчасьлівай Краіну нашу і наш народ! | Łacinka: Mahutny Boža Mahutny Boža! Ŭładar suśvietaŭ, Vialikich soncaŭ i serc małych! Nad Biełarusiaj cichaj i vietłaj Rassyp pramieńni svaje chvały. Daj spor u pracy štodzionnaj šeraj, Na łustu chleba, na rodny kraj, Pavahu, siłu i vielič viery U našu praŭdu, u pryšłaść – daj! Daj uradlivaść žytniovym nivam, Učynkam našym pašli ŭmałot! Zrabi mahutnaj, zrabi ščaślivaj Krainu našu i naš narod! |